# Mercedes-Benz O 405 G
Der Mercedes-Benz O 405 G ist ein Stadtlinien-Gelenkbus von Daimler-Benz in Hochflurbauweise, der von 1984 bis 2001 serienmäßig gebaut wurde. Dieses Fahrzeug gehört zur zweiten Generation der VÖV-Standardbusse und ist der direkte Nachfolger des O 305 G. Die Solobusvariante war unter der Bezeichnung O 405 erhältlich.
Dieses Fahrzeug prägte in den 1990er Jahren das Stadtbild vieler deutscher Städte, fand aber auch zahlreiche Abnehmer im europäischen Ausland. Aufgrund ihrer robusten Konstruktion und ihrer hohen Zuverlässigkeit erfreuen sich die Fahrzeuge auch auf dem Gebrauchtmarkt großer Beliebtheit.
Der direkte Nachfolger war der ab 1992 hergestellte Niederflurbus O 405 GN, die Produktion des hochflurigen O 405 G lief jedoch parallel weiter und endete erst im Herbst 2001.

## Varianten
Neben der Normalausführung als Stadtlinienbus stellte Mercedes-Benz auch Varianten her. So war z. B. eine gehobene Ausstattung für den Überlandverkehr erhältlich; die mit ihr ausgestatteten Fahrzeuge tragen allerdings die normale Bezeichnung O 405 G.
Während die Türen in den ersten Jahren nur teilverglast waren, wurden diese in späteren Baujahren durch vollverglaste ersetzt. Es konnte zwischen Innen- und Außenschwenktüren gewählt werden, vorn war auch eine einflüglige Außenschwenktür verfügbar. In Verbindung mit dem optional erhältlichen Vorbau des O 407 waren außerdem einteilige oder geteilte Windschutzscheiben erhältlich.
Das Fahrgestell wurde auch als Rechtslenker angeboten, allerdings nur mit mäßigem Erfolg. Einige wenige Busse wurden in Australien von der Firma Volgren für den Einsatz in Singapur aufgebaut.

## Oberleitungsbusse auf Basis des O 405 G
Ein kleinerer Teil der O 405 G-Serie wurden als Oberleitungsbusse produziert, darunter auch Duo-Busse und Duo-Busse mit Spurführung. Insgesamt entstanden dadurch drei weitere Unterbaureihen:
- O 405 G HCE (113 Exemplare)
- O 405 GTZ (100 Exemplare)
- O 405 GTD (47 Exemplare)